# Korona słoneczna

Korona słoneczna widziana podczas całkowitego zaćmienia Słońca w 1999.

Budowa Słońca, gwiazdy typu G:

Korona – najbardziej zewnętrzna część atmosfery słonecznej, rozciągająca się miliony kilometrów od Słońca, najlepiej obserwowana podczas całkowitego zaćmienia Słońca.
Korona jest dużo bardziej gorąca niż widoczne zewnętrzne części atmosfery słonecznej (fotosfera ma w przybliżeniu temperaturę 6000 K, podczas gdy korona ponad milion K).
Wprawdzie temperatura korony jest wysoka, ale mała gęstość materii wytwarza znacznie mniej światła niż fotosfera w zakresie widzialnym.
Z powodu wysokiej temperatury korona słoneczna intensywnie świeci w zakresie miękkiego promieniowania rentgenowskiego, czyli o energii mniejszej niż 10 keV oraz promieniowania ultrafioletowego. Na obrazach (zob. zdjęcie obok) wykonanych w miękkim promieniowaniu rentgenowskim, odpowiadającym temperaturze około 2 mln K, korona widoczna jest jako poświata otaczająca Słońce. Jasne miejsca na tarczy to obszary aktywne (występują tam silne pola magnetyczne), gdzie zazwyczaj obserwowane są rozbłyski słoneczne. Średnia temperatura tych obszarów podczas rozbłysku, szacowana na podstawie relacji między różnymi liniami emisyjnymi żelaza w zakresie rentgenowskim, wynosi od około 5 do 7 mln K, ale rejestrowano temperatury znacznie wyższe. Zakres zmienności wielkości emisji w czasie rozbłysków radiowych I typu (tzw. szpilki obserwowane podczas burz szumowych w czasie przejścia przez południk centralny Słońca bardzo rozbudowanych grup plam) usprawiedliwiłby czasami tak wysokie temperatury, jak kilka miliardów K, ale takich nie dopuszczają inne techniki pomiarowe. Tak wysokich temperatur na Słońcu spodziewano się pod koniec lat czterdziestych XX wieku. Ciemne pętle to plazma utrzymywana w polu magnetycznym, a zatem chłodniejsza od otoczenia. Obszary te jaśnieją podczas rozbłysków protuberancji. Ciemne plamy widoczne najczęściej ponad biegunami słonecznymi np. w linii neutralnego helu są nazywane dziurami koronalnymi.
Podczas okresów małej aktywności słonecznej aktywność korony sprowadza się mniej więcej do okolic równikowych, zaś w obszarach polarnych obserwowane są istniejące przez większość cyklu polarne dziury koronalne. Podczas wzmożonej aktywności korona jest równo rozmieszczona nad rejonami równikowymi i biegunowymi, aczkolwiek ponad obszarami plam słonecznych jest ona najbardziej uwypuklona. Z zewnętrznych części korony emitowany jest wiatr słoneczny. Z koroną związane są również zjawiska protuberancji i koronalnych wyrzutów masy.

## Temperatura korony słonecznej
Na Słońcu, powyżej fotosfery obserwowane jest zjawisko, w którym temperatura plazmy słonecznej rośnie ze wzrostem odległości od Słońca, osiągając w koronie wartość 2 milionów K. Ponieważ warunkiem emitowania promieniowania jest temperatura emitera wyższa od otoczenia, niezbędne było znalezienie procesu fizycznego, który tak intensywnie grzeje koronę.
Mechanizmem podgrzewania korony mogłoby być przenoszenie energii przez fale dźwiękowe w falowodach plazmowych w kierunku od powierzchni Słońca do korony. Istnienie takich fal byłoby możliwe wskutek zmian temperatury, a tym samym gęstości.
Zmiany gęstości ośrodka spowodowane przechodzeniem fali w atmosferze Słońca to jednak także zmiany gęstości pola magnetycznego.
Hannes Olof Gösta Alfvén, szwedzki fizyk i astrofizyk, laureat Nagrody Nobla w 1970 (wraz z L.E.F. Néelem), w 1940 roku przewidział istnienie fal magnetohydrodynamicznych, czyli MHD. Określił w jaki sposób mogą się one propagować oraz z jaką prędkością. Prędkość takich fal bardzo zależy od temperatury, gęstości plazmy oraz natężenia pola magnetycznego. W atmosferze słonecznej są odpowiednie warunki, aby fale te mogły propagować się od powierzchni do korony i rozpraszać na odpowiednio dużej wysokości ponad fotosferą, by odtwarzać obserwowane zwiększenie temperatury. Prędkości tych fal w fotosferze wynoszą około 10 km/s, a w koronie (dla typowych warunków – korona spokojna) 300 km/s.
Mechanizmem podgrzewania korony mogłyby być tzw. mikro- i nanorozbłyski słoneczne (mało intensywne, ale liczne rozbłyski). Uwolniona energia rozchodzi się jednak we wszystkich kierunkach i tylko mała część dociera do korony. Gdyby był to główny mechanizm nagrzewania korony, rejestrowane byłyby jedenastoletnie wahania temperatury korony związane z cyklem słonecznym, czego nie stwierdzono.